# Sarah Douglas
Sarah Douglas (nacida el 12 de diciembre de 1952 en Stratford-upon-Avon) es una actriz británica. Probablemente sea más conocida por su interpretación de la villana kriptoniana Ursa en las películas Superman: la película y Superman II. Otro de sus papeles incluye a la malvada Reina Taramis en la película Conan el Destructor, además de interpretar a Pamela Lynch en el drama ochentero Falcon Crest.

## Primeros años
Douglas nació en Stratford-upon-Avon, Warwickshire, siendo la segunda hija del matrimonio formado por Beryl (de soltera Smuth), una fisioterapeuta que había trabajado en la Real Compañía Shakesperiana, y de Edward Douglas, un oficial de carrera de la Real Fuerza Aérea. Habiendo cursado sus estudios en la escuela local Alcester Grammar School, comenzó a entrenarse en el National Youth Theatre y el Rose Bruford College, antes de dedicarse profesionalmente a la actuación, al lado de conocidos actores como Roy Dotrice y Jon Pertwee.

## Carrera
Finalmente, la carrera de Douglas la llevó frente a las cámaras con pequeñas apariciones en el filme de 1973 The Final Programme (también conocida como The Last Days of Man on Earth) y Rollerball en 1975.
Después de esto, Douglas se volvió más conocida en la televisión británica en la década de los 70 al aparecer en The Howerd Confessions, la versión para televisión de la película Drácula en 1973, The Inheritors, Space: 1999 y Return of the Saint. Además apareció en las películas The People That Time Forgot (por la cual fue nominada para un premio Saturno) y la controvertida y raramente vista The Brute, en la que interpretó a una esposa maltratada. Su mayor papel fue el de Ursa en la película de 1978 Superman: la película y Superman II, para lo cual audicionó contra 600 actrices antes de quedarse con el papel.
En 1984 interpretó a la malvada reina Taramis en la película Conan el Destructor. Douglas continuó apareciendo en la pantalla chica recurrentemente en series como Thundercloud en 1989. Durante los años 80 apareció en varios programas como actriz invitada en la televisión inglesa y en los Estados Unidos en series como Los Profesionales, Bergerac, Hotel, Magnum, P.I., Sledge Hammer! y Remington Steele. Además, su interpretación de "Pamela Lynch" en la serie Falcon Crest por dos temporadas la hizo mundialmente reconocida. En 1984 interpretó a otra "Pamela" en la serie de televisión V: La batalla final.
En la década de los 90 regresó a la ciencia ficción, apareciendo como estrella invitada en la serie Babylon 5 y en la serie Stargate SG-1. Douglas ha aparecido en películas como Solarbabies, El regreso de la cosa del pantano y El regreso de los muertos vivientes 3. Además ha trabajado en doblaje de series como Iron Man, Las verdaderas aventuras de Jonny Quest, Superman: La serie animada y Batman del futuro
En 2003 Douglas regresó a Inglaterra para aparecer en el tour nacional de Hamlet, actuando junto a Emily Lloyd. El siguiente año regresó a Londres a interpretar a Clytemnestra en la obra Roast Beef. Además, en 2004 completó el audiocomentario de la edición especial en DVD de Conan el Destructor.
En septiembre de 2015, Douglas realizó un par de apariciones en Emmerdale como paciente del hospital.

## Vida personal
Douglas se casó con el actor Richard LeParmentier en 1981. Ellos se divorciaron en 1984. LeParmentier murió en 2013.

## Filmografía

### Cine
| Año  | Título                                    | Personaje                       | Notas |
| ---- | ----------------------------------------- | ------------------------------- | ----- |
| 1973 | The Final Programme                       | Catherine                       |       |
| 1973 | Dracula                                   | Novia de Drácula                |       |
| 1977 | The Brute                                 | Diane                           |       |
| 1977 | The People That Time Forgot               | Charly                          |       |
| 1978 | Superman                                  | Ursa                            |       |
| 1980 | Superman II                               | Ursa                            |       |
| 1984 | Conan the Destroyer                       | Reina Taramis                   |       |
| 1986 | Solarbabies                               | Shandray                        |       |
| 1987 | Steele Justice                            | Kay                             |       |
| 1988 | Nightfall                                 | Roa                             |       |
| 1989 | The Return of Swamp Thing                 | Dra. Lana Zurrell               |       |
| 1991 | Dalí                                      | Gala                            |       |
| 1991 | Beastmaster 2: Through the Portal of Time | Lyranna                         |       |
| 1991 | The Art of Dying                          | Sara                            |       |
| 1991 | Puppet Master III: Toulon's Revenge       | Elsa Toulon                     | Vídeo |
| 1992 | Meatballs 4                               | Monica Shavetts                 |       |
| 1993 | Return of the Living Dead 3               | Teniente coronel Sinclair       |       |
| 1993 | Quest of the Delta Knights                | Madam Maaydeed                  | Vídeo |
| 1994 | Mirror, Mirror 2: Raven Dance             | Nicolette                       |       |
| 1995 | Spitfire                                  | Carla Davis                     |       |
| 1995 | The Demolitionist                         | La cirujano                     |       |
| 1995 | Voodoo                                    | Profesor Conner                 |       |
| 1995 | Monster Mash                              | Condesa Natasha 'Nasty' Dracula |       |
| 1997 | Asylum                                    | Dra. Emily Hill                 |       |
| 1998 | Hell Mountain                             | Daneeka                         |       |
| 1999 | Changing Directions                       | Sarah Johnson                   | Corto |
| 2007 | Gryphon                                   | Reina Cassandra de Delphi       |       |
| 2011 | Halloween: H33                            | Dra. Loomis                     | Corto |
| 2012 | Strippers vs Werewolves                   | Jeanette                        |       |
| 2016 | Displacement                              | Dra. Miles                      |       |
| 2017 | A Christmas Prince                        | Sra. Averill                    |       |
| 2018 | A Christmas Prince: The Royal Wedding     | Sra. Averill                    |       |
| 2019 | A Christmas Prince: The Royal Baby        | Sra. Averill                    |       |

- Rollerball (1975)
- Chained Heat 3: Hell Mountain (1998)

### Televisión
| Año       | Título                             | Personaje                                    | Notas                                                                 |
| --------- | ---------------------------------- | -------------------------------------------- | --------------------------------------------------------------------- |
| 1966      | The Spies                          | Maria                                        | "A Lamb to the Flock"                                                 |
| 1973      | ITV Sunday Night Theatre           | Joyce Langland                               | "Harlequinade"                                                        |
| 1973      | Black and Blue                     | Beautiful Girl                               | "Secrets"                                                             |
| 1974      | Dracula                            | Dracula's Wife                               | Película de televisión                                                |
| 1974      | Justice                            | Jenny Deane                                  | "Under Suspicion", "Decisions, Decisions"                             |
| 1974      | The Inheritors                     | Jennie Garrett                               | Serie                                                                 |
| 1976      | BBC2 Playhouse                     | Miss Radson                                  | "The Mind Beyond: Meriel, the Ghost Girl"                             |
| 1976      | The Howerd Confessions             | Lola                                         | "1.6"                                                                 |
| 1976      | Space: 1999                        | B                                            | "The AB Chrysalis"                                                    |
| 1977      | Warship                            | Amanda                                       | "Robertson Crusoe"                                                    |
| 1977      | Esther Waters                      | Señorita Peggy                               | "1.1"                                                                 |
| 1977      | Seven Faces of Women               | Marianne                                     | "She: Eye of the Beholder"                                            |
| 1978      | Return of the Saint                | Sheila Northcott                             | "The Arrangement"                                                     |
| 1979      | Room Service                       | Sra. Martindale                              | "1.7"                                                                 |
| 1979      | Thundercloud                       | Bella Harrington                             | Serie                                                                 |
| 1980      | The Professionals                  | Dra. Kate Ross                               | "Wild Justice"                                                        |
| 1981      | Bergerac                           | Anne Beresford                               | "Last Chance for a Loser"                                             |
| 1983–1985 | Falcon Crest                       | Pamela Lynch                                 | 51 episodios: recurrente (temporada 3), papel principal (temporada 4) |
| 1984      | V: The Final Battle                | Pamela                                       | Miniserie                                                             |
| 1985      | Murder, She Wrote                  | Violet Weems                                 | "Sing a Song of Murder"                                               |
| 1986      | Magnum, P.I.                       | Isobel Dumout / Condesa Jacklyn Fabre Dumout | "All Thieves on Deck"                                                 |
| 1986      | Hotel                              | Stella Falco                                 | "Hearts Divided"                                                      |
| 1986      | The Wizard                         | Lady Whitehurst                              | "It Takes a Chimp"                                                    |
| 1987      | Remington Steele                   | Shannon Wayne                                | "Steele Hanging in There: Parts 1 & 2"                                |
| 1987      | Matlock                            | Barbara Sutcliffe                            | "The Therapist"                                                       |
| 1987      | Sledge Hammer!                     | Sra. Emily Carstairs                         | "Play It Again Sledge"                                                |
| 1987      | Eight Is Enough: A Family Reunion  | Leona Stark                                  | Película de televisión                                                |
| 1989      | A Fine Romance                     | Dra. Emma Gabor                              | "It's Just the Gypsy in My Soul"                                      |
| 1990      | Father Dowling Mysteries           | Sra. Gibbons                                 | "The Royal Mystery"                                                   |
| 1990      | Super Force                        | Dra. Verona                                  | "The Crime Doctor"                                                    |
| 1991      | Tagget                             | Sra. Sands                                   | Película de televisión                                                |
| 1993      | Tarzán                             | Kiki Bluet                                   | "Tarzan and the Fountain of Youth"                                    |
| 1993      | Almost Home                        | Lady Harrington                              | "The Fox and the Hound"                                               |
| 1994      | Babylon 5                          | Deathwalker / Jha'Dur                        | "Deathwalker"                                                         |
| 1994      | Iron Man                           | Alana Ulanova                                | Voz. "Enemy Within, Enemy Without"                                    |
| 1995      | Gargoyles                          | Una                                          | Voz. "M.I.A."                                                         |
| 1996      | The Stepford Husbands              | Dra. Frances Borzage                         | Película de televisión                                                |
| 1996      | To the Ends of Time                | Karnissa                                     | Película de televisión                                                |
| 1996      | The Real Adventures of Jonny Quest | Sra. Cadbury / Woman                         | Voz. "Village of the Doomed"                                          |
| 1997      | L.A. Heat                          | Wilma                                        | "Electra"                                                             |
| 1998      | Stargate SG-1                      | Yosuuf / Garshaw of Belote                   | "The Tok'ra: Parts 1 & 2"                                             |
| 1999      | Superman: The Animated Series      | Mala                                         | Voz. "Absolute Power"                                                 |
| 1999–2000 | Batman Beyond                      | Donna Walker / Reina                         | Voz. "Once Burned", "King's Ransom"                                   |
| 2001      | Heavy Gear: The Animated Series    | Cnel. Magnilda Rykka                         | Voz. Serie                                                            |
| 2005      | The Brief                          | Juez de corte de la corona                   | "Blame"                                                               |
| 2008      | Zorro: Generation Z                | Gloria Sheffield                             | "Poll Axed"                                                           |
| 2008      | Doctors                            | Stacy Morgan                                 | "Hearts and Minds"                                                    |
| 2010      | Witchville                         | La reina roja                                | Película de televisión                                                |
| 2012–13   | Green Lantern: The Animated Series | Director de ciencia / Scar                   | Voz. Papel de invitado (4 episodios)                                  |
| 2015      | Emmerdale                          | Consultant                                   | "1.7292", "1.7293"                                                    |
| 2018      | Supergirl                          | Jinda Kol Roz                                | "Fort Rozz"                                                           |
| 2019      | Holby City                         | Victoria Parker                              | "Ex Marks The Spot"                                                   |